# كودة آل حماتشة (تريم)
'

تعديل مصدري - تعديل

كوده ال حماتشة هي إحدى قرى عزلة تريم بمديرية تريم التابعة لمحافظة حضرموت، بلغ تعداد سكانها 94 نسمة حسب تعداد اليمن لعام 2004.